# ان‌جی‌سی ۷۰۱۳
ان‌جی‌سی ۷۰۱۳ (انگلیسی: NGC 7013) یک کهکشان مارپیچی یا عدسی شکل نسبتاً نزدیک است که حدود ۳۷ تا ۴۱.۴ میلیون سال نوری از زمین فاصله دارد و در صورت فلکی ماکیان قرار دارد.  کهکشان NGC 7013 توسط ستاره شناس انگلیسی ویلیام هرشل در ۱۷ ژوئیه ۱۷۸۴ کشف شد و همچنین توسط پسرش، اخترشناس جان هرشل، در ۱۵ سپتامبر ۱۸۲۸ دیده شد.